# Cardionema andinum
Cardionema andinum är en nejlikväxtart som först beskrevs av Rodolfo Amando Philippi, och fick sitt nu gällande namn av Aven Nelson och Macbride. Cardionema andinum ingår i släktet Cardionema och familjen nejlikväxter. Inga underarter finns listade i Catalogue of Life.